# بيل موريسي
بيل موريسي (بالإنجليزية: Bill Morrissey)‏ هو كاتب أغاني ومغني أمريكي، ولد في 25 نوفمبر 1951 في هارتفورد في الولايات المتحدة، وتوفي في 23 يوليو 2011 في دالتون في الولايات المتحدة.

## وصلات خارجية
- بيل موريسي على موقع ميوزك برينز (الإنجليزية)
- بيل موريسي على موقع ديسكوغز (الإنجليزية)